# Kutir
 (avril 2017).
Kutir est le terme sanskrit pour cabine ou chalet. Le mot kutir provient des traditions religieuses de l'Inde et fait référence à un petit bâtiment où des cérémonies spirituelles sont exécutées. Cela concerne principalement les traditions du yoga et de l'hindouisme. Les kutirs servent également de lieux d'hébergement pour les moines, les gourous ou les yogis eux-mêmes.
Swami Sivananda construisit plusieurs kutirs qui étaient plus grandes que de modestes maisons, comme dans l'Himalaya.